# Масабьель
Масабье́ль (фр. Massabielle, фр. Grotte de Massabielle) — грот во французском городе Лурд, место паломничества католиков. В этом гроте по словам Бернадетты Субиру в 1858 году она наблюдала 18 явлений Девы Марии, здесь же по указанию Богородицы она открыла источник воды, ныне почитаемой чудотворной.

## Описание
Грот находится на территории санктуария в Лурде на берегу реки Гав-де-По. Грот расположен в скале высотой 27 метров, также называемой Масабьель, что означает «старая скала». Грот неглубокий, сложной формы, имеет карстовую природу и насчитывает 3,8 метра в высоту, 9,5 метра в глубину и 9,85 м в ширину. Стены грота гладкие и влажные благодаря карстовым водам. Состоит из трёх неравных частей, в центральной части установлен алтарь для служения мессы. В верхнем правом углу пещеры находится двухметровая статуя Девы Марии, установленная в 1864 году.

## Источник

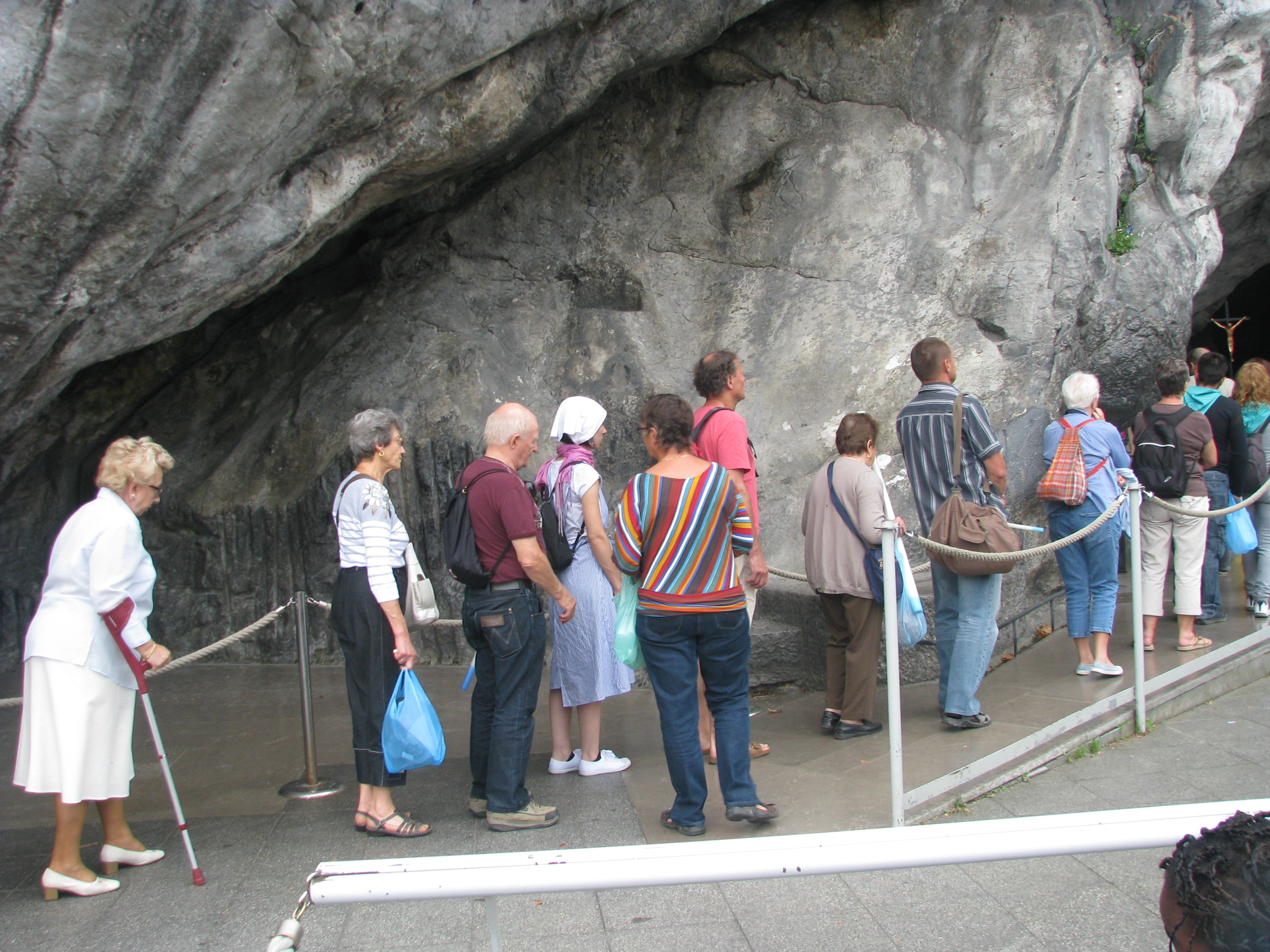
Паломники перед гротом

Источник воды, расположенный в гроте — один из карстовых источников, питающих реку Гав-де-По. В настоящее время источник закрыт стеклом, а вода из него отводится в расположенный неподалёку от пещеры бювет, где её может набрать любой желающий; а также в бассейны для омовения. Многие католики почитают воду чудотворной. С 1858 года зарегистрировано около 7000 случаев необъяснимого исцеления. По данным на 2013 год только 69 из них официально признаны Церковью чудесными исцелениями. Вода источника в гроте слабокальцинированная и не отличается по химическому составу от аналогичных близлежащих источников.

## Паломничества
В год Лурд посещают более 5 миллионов паломников. Пещера Масабьель и две базилики, воздвигнутые над ней: неовизантийская Базилика розария (фр. Basilique du rosaire) и неоготическая Верхняя базилика (фр. Basilique supérieure), она же Базилика Непорочного Зачатия являются ядром лурдского санктуария.